# 成田童夢
成田 童夢（なりた どうむ、1985年9月22日 - ）は、元スノーボード選手で2006年トリノオリンピック・スノーボードハーフパイプ日本代表。2011年アスリート引退を機にマルチタレントへ転身。ポップカルチャータレントの肩書きを持つ。2015年に会社を設立し実業家としても活動中。日本キャスターボード協会代表理事。YouTubeにて「童夢チャンネル」を持っている。

## 来歴

### 選手時代
成田家の長男として生まれ幼少期からスノーボードやウェイクボードなど様々なスポーツで父成田隆史の指導を受ける。実家の屋上にはトランポリンが設置されており、そこでエア・トリックなどのトレーニングをしていた。
1990年、5歳でスキーを始める。
1993年、8歳でスノーボード、ウェイクボードを始める。
1998年頃、13歳でモーグル競技の全日本に参戦。
大阪市立加賀屋中学校卒業後、高校へは進学せずスノーボードへ専念する道を歩む。それは、父に声優への夢を打ち明けるも「まずはオリンピックに出ろ、そこからはお前の好きなようにしていい」と言われたからである。成田は声優になるべくオリンピック出場を目指す。
2001年、16歳でナショナルチーム強化指定選手になり、2002年3月に全日本スキー選手権大会スノーボード競技で初優勝。同年12月にはワールドカップ（ウィスラー大会）も初優勝を果たす。
2005年2月、バルドネッキア（イタリア）大会では成田夢露と兄妹表彰台を飾った。
その後、左膝のじん帯をほとんど切るという大怪我をする。そして退院するも父の指導方針の違いから家出をし、所属していた「夢くらぶ」（成田隆史の運営するスノーボードチーム）を脱退することとなる。
2005年12月11日、ワールドカップウィスラー大会で優勝し、トリノオリンピック日本代表の座を勝ち取った。

2006年、トリノオリンピックに出場。一本目の31.5が最高点で予選敗退となったものの、父との約束を果たした。応援してくれた人達への感謝と、結果を残せなかったことを深く反省する旨のコメントを残し、以降一時メディアから姿を消した。
なお、トリノオリンピックでは、ヒップホップアーティストであるKREVAの曲「国民的行事」で出走し、競技中にはアニメ「美少女戦士セーラームーン」のOP曲『ムーンライト伝説』で滑走していた。
イヤホンで競技中に音楽を聴きながら滑る選手は多いが、成田童夢は大きなヘッドホンで音楽を聴きながら滑るのが特徴的であった。

### 選手引退後
オリンピック出場後は度重なるバッシングで精神的ダメージを受けた。スノーボードに触れるのも見るのも嫌いになり、スノーボード界から離れて無職になった後、極度の人間不信となり引きこもり生活を始めた。
その後、アーティストとしてヒップホップグループ「きどいち!」のMC106(数字を漢数字に置き換え、10(十=とお)、6(六=む)で「どうむ」と読ませる)という名前で活動。
2010年8月21日、芸能活動第1弾企画として1日1000回のブログを更新、ギネス記録となる。
2011年7月13日、現役引退を正式発表し、22日に記者会見を行った。それを機に、タレントへと転身。また、アイドルユニット「D-si☆'s（ディーシスターズ）」のプロデューサーも務めた。※現在はメンバーとの方向性の違いから活動を停止している
2012年12月、アニメ「ONE PIECE」のテレビスペシャル作品『ONE PIECE エピソードオブルフィ 〜ハンドアイランドの冒険〜』の声優（島民役）に初挑戦した。”童夢”の名前の通り「幼き頃に持った夢を大人になっても持ち続ける」という念願の夢が叶う。
2013年、「第3回萌えクィーンコンテスト」の審査員を務める。また、舞台「Girls Rocketeer」の役者、茨城県小美玉市の民生委員が手掛けた自主制作映画「旅立ち」に非行少年役で出演するなど、俳優業にも取り組んでいる。
2014年、『アキバでロマンス』というオタ芸のHOW TO本を監修する。成田童夢はキレッキレのオタ芸氏という定評がある。
2015年9月、芸能プロダクションおよびイベント企画会社を設立する。
同年10月、一般女性と結婚をし「これが本当のリア充オタク」と話題になる。
2018年冬、オリンピック男子スノーボードハーフパイプを解説。各選手をお弁当に例え分かりやすいと評判に。
2019年4月、平成最後の満月の夜に39時間にも及ぶサポートのすえ第一子をもうける。
2020年6月、5人のオリンピアンが集うアスリートバラエティYouTube『メダリストTV』開始。
2020年12 月、YouTube『童夢チャンネル』を本格始動。キャンピングカーでスキー場を巡る Go to ウィンターリゾート  全国童夢ツアーを配信。
2021年ホワイトシーズンより、新潟県妙高市池の平温泉にあるアルペンブリックリゾートと提携をして、
スノーレジャーを始めとした、様々なアクティビティをSNSを通じたり実際に滞在しながら、初心者にも分かりやすくレクチャーしている。

## 人物
幼少期からスノーボードやウェイクボードなどのスポーツで数々の大会に優勝。2005年スノーボードのワールドカップinウィスラーで優勝し世界チャンピオンに。2006年トリノオリンピック出場。2011年に現役引退を発表し、マンガ・アニメ・ゲームなどの情報を発信するポップチャータレントに転身。2015年には芸能及びイベント企画会社を設立し実業家として活躍。日本キャスターボード協会代表理事。
趣味
アウトドア・スポーツ。2020年、パックラフトやモルックの大会に出場。また、スポーツだけに留まらずキャンプインストラクターとバーベキューインストラクターの資格も取得。冬にはキャンピングカー(AtoZ社)で全国のスキー場も周る予定。
推し事
8歳から始めたスノーボードで頭角を現す成田だが、実はアニメの声優になるという夢を持っていた。父との約束であるオリンピック出場を果たし、声優という念願の夢も叶う。現在はポップカルチャー（アニメ、漫画、ゲーム等)の情報発信やMC活動、オタ芸師、アニソンDJとして幅広く活動中である。
好きなアニメは『美少女戦士セーラームーン』（水野亜美推し）、『俺の妹がこんなに可愛いわけがない』、『けいおん!』などで、声優では特に竹達彩奈のファンであると自身のブログでも公言している。
2011年、JIBA（日本痛板協会）の名誉会長に就任。
声優の水島裕を師匠と慕っている。
SEKAI NO OWARIと交流がある。

## 家族構成
父はスノーボードコーチの成田隆史。弟はパラアスリートであり平昌パラリンピック金メダリストの成田緑夢(ぐりむ)。
2015年10月10日、一般女性と結婚。2019年4月20日に長男が誕生。

## 主な成績
| 年   | 月 |                                                | 位 |
| ---- | -- | ---------------------------------------------- | -- |
| 2002 | 3  | ワールドカップ（札幌・真駒内）                 | 5  |
| 2002 | 3  | 日本選手権（青森・鯵ヶ沢町）                   | 1  |
| 2002 | 12 | ワールドカップ（カナダ・ウィスラー）           | 1  |
| 2003 | 1  | 世界選手権（オーストリア・クライッシュバーグ） | 11 |
| 2004 | 3  | ワールドカップ（イタリア・バルドネッキア）     | 4  |
| 2004 | 12 | ワールドカップ（カナダ・ストーンハム）         | 3  |
| 2005 | 1  | 世界選手権（カナダ・ウィスラ一）               | 10 |
| 2005 | 2  | ワールドカップ（イタリア・バルドネッキア）     | 3  |
| 2005 | 12 | ワールドカップ（カナダ・ウィスラー）           | 1  |
| 2006 | 2  | オリンピック（イタリア・トリノ）               | 35 |
| 2008 | 2  | FIS（長野・北志賀高井富士）                    | 2  |

## 出演・作品

### テレビ
- Sports Beat （2001年3月、テレビ東京系）
- いのちの響 「スノーボード 成田童夢」（2004年4月、TBS系）
- ジャンクSPORTS 「ウィンタースポーツ」（2006年1月、フジテレビ系）
- サンデースポーツ（2006年1月、NHK）
- スポーツ魂 （2006年1月、テレビ東京系）
- GO!～トリノへの道 「スノーボード～成田童夢」（2006年2月、フジテレビ系）
- 情熱のTORINO～夢舞台に挑む!冬のヒーロー&ヒロインたち （2006年2月、フジテレビ系）
- トリノオリンピック2006 中居正広の金メダルのスマたちへ 「開幕直前!波瀾万丈スペシャル」（2006年2月、TBS系）
- トリノ冬季五輪 総集編 「独占!涙と感動の夢舞台 17日間の熱冬ドラマ」（2006年2月、テレビ朝日系）
- クイズ☆タレント名鑑 「ギリギリ有名人が逃走中」（2011年7月、TBS系）
- アウトxデラックス（2012年、フジテレビ系）
- 爆報!THE フライデー  （2012年3月、TBS系）
- なんだ君は!?TV ゴールデン（2012年、TBS系）
- 1番ソングSHOW（2012年7月、日テレ系）
- 【アニメ】ONE PIECE エピソードオブルフィ 〜ハンドアイランドの冒険〜（2012年12月、フジテレビ系、島民役）
- 1億3千万人が選ぶアニメ&ドラマ&映画 「心に残る名セリフベスト20」（2012年12月、フジテレビ系）
- ツキギメ！ ジロンバ～私的激論サミット～（2012年12月、関西テレビ）
- 嵐を呼ぶ!あぶない熟女 どうなってるの!?芸能界（2013年1月、TBS系）
- ドラゴンレイディ（2013年3月、フジテレビ系）
- GTO 完結編 〜さらば鬼塚! 卒業スペシャル〜（2013年4月2日、関西テレビ）
- ジェネレーション天国 （2013年9月、フジテレビ系）
- 超流派 （2013年12月、テレビ東京系）
- WILL～それでも僕は走り続ける～（2014年1月、テレビ東京系）
- SASUKE （2014年7月、TBS系）
- さんまの転職DE天職（2014年9月、日テレ系）
- トラの門スポーツ（2015年、テレビ東京）
- 上村愛子のイタダキ旅 （2015年1月、テレビ東京）
- バナナ♪ゼロミュージック（2015年8月、NHK）
- 超流派 （2015年9月、テレビ東京）
- 衝撃のアノ人に会ってみた! （2015年11月、日テレ系）
- ナカイの窓 今年結婚した人SP （2015年12月、日テレ系）
- バナナ♪ゼロミュージック（2016年5月、NHK）
- ケンカ上等!大激論!好きか嫌いか言う時間（2016年6月、TBS系）
- しくじり先生 俺みたいになるな!! 3時間スペシャル (2016年12月、テレビ朝日系[17])
- 午後キュン（2017年1月、サンテレビ）
- なら≒デキ （2017年3月、テレビ朝日系）
- キスマイレージ （2017年4月、テレビ朝日系）
- 直撃LIVE グッディ! （2018年2月、フジテレビ系）
- みんなのニュース （2018年2月、フジテレビ系）
- めざましTV（2018年2月、フジテレビ系）
- ノンストップ！（2018年2月、3月、フジテレビ系）
- ZIP！（2018年3月、日テレ系）
- ダウンタウンDX（2018年5月、フジテレビ系）
- ダウンタウンDX（2018年6月、フジテレビ系）
- news every.（2019年4月、日テレ系）
- Oha！4 NEWS LIVE（2019年4月、日テレ系）
- 日曜はカラフル!!（2019年4月、TOKYO MX）
- 遊戯配信 e-Strangers（2021年8月7日、TOKYO MX）

### WEB
- ゲームレコードGP（2008年 – 2011年、MONDO TV）
- 成田童夢のD-Revolution（2011年11月、akiba.net）
- Wednesday@TV（2012年4月、あっ!とおどろく放送局）
- 成田童夢の「ア・イ・ヲ・タ」〜アイドル×ヲタ芸＝∞〜（2013年4月、北参道放送局）
- 声優じゃぱん!（2015年4月 - 8月、ニコニコ生放送、MC）
- パンクラスTV（2016年11月10日 - 、LINELIVE）- サブMC
- AbemaTV人狼LIVE（2017年1月、AbemaDELUXE）
- リアルカイジGP（2018年1月 - 、AbemaTV）

### CM
- キスマーク『REAL PRO』（2003年）
- アルペン『企業』（2005年）
- NTTドコモ『企業(携帯電話)』（2006年）
- マルちゃん赤いキツネ(2014年)
- auひかり『企業(携帯電話)』（2015年）

### 映画
- 旅立ち （2013年、主演、茨城県小美玉市の民生委員制作）ショート映画
- ダマガール（2023年、監督：清水佳代子）[18]

### 書籍
- 『成田童夢のスノーボード楽々ターン&トリック』（2004年）
- 『成田童夢のスノボしようよ!』（2006年、実業之日本社）
- 『成田童夢のもっとスノボしようよ！』（2006年、実業之日本社）
- 『アキバでロマンス』（2014年、辰巳出版）
- 『成田童夢を異世界召喚してしまった』（2021年、コミックBEAN、絵：恵助）

### その他
- Girls Rocketeer（2013年1月23日-27日、中野ザ・ポケット）舞台